# Prix Roger-Kowalski
Pour les articles homonymes, voir Grand prix de poésie.
 (juin 2016).
Si vous disposez d'ouvrages ou d'articles de référence ou si vous connaissez des sites web de qualité traitant du thème abordé ici, merci de compléter l'article en donnant les références utiles à sa vérifiabilité et en les liant à la section « Notes et références ».
Le prix Roger-Kowalski  ou grand prix de poésie de la ville de Lyon est un prix littéraire français créé en 1984 par la municipalité de Lyon.

## Historique
Le prix est créé en 1984, à l'initiative d'André Mure et de François Montmaneix, pour récompenser tous les ans un auteur ou une autrice francophone. Il rend hommage au poète Roger Kowalski (1934-1975) né et mort à Lyon, où il a vécu et écrit toute son œuvre.
Le prix est attribué chaque année à un livre de poésie d'un auteur ou d'une autrice en vie, publié entre le 1er octobre de l'année précédente et le 30 septembre de l'année en cours. Son jury est constitué de poètes et de critiques qui établissent une sélection et délibèrent en toute indépendance. Son montant est de 7 500 €. Le secrétariat du Prix est assuré conjointement par la Bibliothèque municipale de Lyon et l'Espace Pandora.

## Liste des personnes lauréates

### Prix sur livre édité
- 2024: Sereine Berlottier, Avec Kafka, cœur intranquille, éditions Nous
- 2020 : Abdellatif Laâbi, Presque riens, Le Castor Astral
- 2019 : James Sacré, Figures de silences, Tarabuste
- 2018 : Patrick Quillier, Voix éclatées (de 14 à 18), Fédérop
- 2017 : Jean-Michel Maulpoix, L'hirondelle rouge, Mercure de France
- 2016 : François Boddaert, Bataille, Tarabuste
- 2015 : Patrick Laupin, Le Dernier Avenir, La Rumeur libre
- 2014 : Jean Joubert, L'Alphabet des ombres, Bruno Doucey
- 2013 : Jacques Réda, Prose et rimes de l'amour menti, Fata Morgana
- 2012 : Philippe Delaveau, Ce que disent les vents, Gallimard
- 2011 : Yves Bonnefoy, L'Heure présente, Mercure de France
- 2010 : Pierre-Alain Tâche, La Voie verte, éditions de la Revue Conférence
- 2009 : Jean-Pierre Colombi, Les Choses dicibles, Gallimard
- 2008 : Jean-Claude Pirotte, Passage des ombres, La Table ronde
- 2007 : William Cliff, Immense existence, Gallimard
- 2006 : Emmanuel Merle, Amère Indienne, Gallimard
- 2005 : Marie-Claire Bancquart, Avec la mort, quartier d'orange entre les dents, Obsidiane
- 2004 : Ludovic Janvier, Des rivières plein la voix, L'Arbalète/Gallimard
- 2003 : Pascal Commère, Bouchères, Obsidiane
- 2002 : Jean-François Mathé, Le Ciel passant, Rougerie
- 2001 : Franck Venaille, Tragique, Obsidiane
- 2000 : Lionel Ray, Pages d'ombre et autres poèmes, Gallimard

### Prix sur manuscrit
(Édité par Cheyne.)
- 1999 : Marc Blanchet, Sanctuaires
- 1998 : Jean-Marc Debenedetti, Elégies d'Afrique
- (1997 : non attribué)
- 1996 : Pierre Perrin, La Vie crépusculaire
- 1995 : Jean-Yves Masson, Onzains de la nuit et du désir
- 1994 : Isabelle Pinçon, Emmanuelle vit dans les plans
- 1993 : Marc Pietri, Le Troisième Livre de la jungle
- (1992 : non attribué)
- 1991 : Dominique Sampiero, Terre pour une légende qui n'en a plus
- 1990 : Didier Pobel, Liaisons intérieures et autres lignes
- 1989 : Hervé Micolet, La Lettre d'été
- 1988 : Jean-Claude Dubois, Le Bois d'absence
- 1987 : Patrick Guyon, La Voix haute
- 1986 : Jean-Claude Martin, Saisons sans réponse
- 1985 : Andrée Appercelle, Tentative du bleu
- 1984 : Patrick Dubost, Celle qu'on imagine

### Prix des lycéens
- 2018 : Jacques Ancet, Voir venir Laisser dire, La rumeur libre.
- 2017 : Thomas Vinau, Il y a des monstres qui sont très bons, Le Castor Astral.
- 2016 : Aymen Hacen, Tunisité, Fédérop.
- 2015 : Gabrielle Althen, Soleil patient, Arfuyen, et Christophe Dauphin, Un fanal pour le vivant, Les Hommes sans Épaules.